# Teichonopsis labyrinthica
Teichonopsis labyrinthica är en svampdjursart som först beskrevs av Carter 1886.  Teichonopsis labyrinthica ingår i släktet Teichonopsis och familjen Grantiidae. Inga underarter finns listade i Catalogue of Life.